# Allyn Ann McLerie

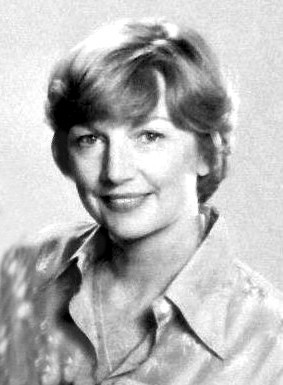
Allyn Ann McLerie 1977

Allyn Ann McLerie (* 1. Dezember 1926 in Grand-Mère, Québec; † 21. Mai 2018 in North Bend, Washington) war eine US-amerikanische Schauspielerin, Sängerin und Tänzerin kanadischer Herkunft. Bekanntheit erlangte sie durch die Rolle der Katie Brown im Western Schwere Colts in zarter Hand.

## Leben
Allyn Ann McLerie wurde 1926 im kanadischen Grand-Mère in der Provinz Québec geboren. Ihre Mutter Vera Alma MacTaggart war Tänzerin, ihr Vater Allan Gordon McLerie Pilot. Ein Jahr nach der Geburt der Tochter zog die Familie nach New York, wo Allyn Tanzunterricht in Brooklyn nahm. Sie gab ihr Bühnendebüt als Jugendliche in Kurt Weills One Touch of Venus am Broadway. Es folgten Rollen in On the Town und 1948 in Where’s Charley?.
Als Mitglied des The Actors Studio trat McLerie in den folgenden Jahren in weiteren Broadway-Aufführungen wie zum Beispiel in West Side Story auf. 1950 und 1951 war sie als Tänzerin und Schauspielerin am American Ballet Theatre zu sehen, mit dem sie unter anderem in Europa und Südamerika auftrat.
Ihre erste kleine Filmrolle spielte McLerie 1948 im Musikfilm Words and Music. In ihren ersten Filmauftritten wurde sie als Allyn McLerie ohne ihren Zweitnamen im Abspann genannt. McLeries erste Hauptrolle war 1952 die der Amy Spettigue in Where’s Charley?. Im folgenden Jahr war sie in einer größeren Rolle in dem Western Schwere Colts in zarter Hand als Freundin von Doris Days Hauptfigur zu sehen. Ab 1969 folgten Rollen in einer Reihe bekannter Filme, darunter die Filmkomödie Der Gauner mit Steve McQueen sowie die Western Monte Walsh, Die Cowboys und Der Todesritt der glorreichen 7. Des Weiteren war sie in drei Filmen von Sydney Pollack zu sehen: 1969 in Nur Pferden gibt man den Gnadenschuß, 1972 als wahnsinnige Frau in Jeremiah Johnson und 1973 in So wie wir waren.
Neben ihrer Film- und Bühnenkarriere trat McLerie in einer Vielzahl von Fernsehserien auf. Hierzu gehören unter anderem Gastauftritte in drei Folgen der Krimiserie FBI in den Jahren 1971 bis 1974. Zudem war sie 1983 als Mrs. Smith in allen vier Episoden des Fernsehmehrteilers Die Dornenvögel zu sehen. Ihre letzte Rolle spielte sie 1993 in zwei Folgen der Fernsehserie Brooklyn Bridge.
Allyn Ann McLerie war zweimal verheiratet: Von 1945 bis zur Scheidung im Jahr 1953 mit dem Songschreiber Adolph Green, dann von 1953 bis zu dessen Tod im Jahr 2016 mit dem Schauspieler George Gaynes, mit dem sie zwei gemeinsame Kinder hat. McLerie starb am 21. Mai 2018 im Alter von 91 Jahren.

## Filmografie (Auswahl)

### Filme
- 1948: Words and Music
- 1952: Where’s Charley?
- 1953: El Khobar – Schrecken der Wüste (The Desert Song)
- 1953: Schwere Colts in zarter Hand (Calamity Jane)
- 1954: Der Würger von Paris (Phantom of the Rue Morgue)
- 1955: Urlaub bis zum Wecken (Battle Cry)
- 1962: Ein Rucksack voller Ärger (40 Pounds of Trouble)
- 1969: Nur Pferden gibt man den Gnadenschuß (They Shoot Horses, Don’t They?)
- 1969: Der Gauner (The Reivers)
- 1970: Monte Walsh
- 1972: Die Cowboys (The Cowboys)
- 1972: Jeremiah Johnson
- 1972: Der Todesritt der glorreichen 7 (The Magnificent Seven Ride!)
- 1973: So wie wir waren (The Way We Were)
- 1973: Zapfenstreich (Cinderella Liberty)
- 1974: Tödlicher Markt (France société anonyme)
- 1974: Born Innocent (Fernsehfilm)
- 1975: Todesschreie (Death Scream; Fernsehfilm)
- 1976: Die Unbestechlichen (All the President’s Men)
- 1979: Dann wären wir sechs (And Baby Makes Six; Fernsehfilm)
- 1983: Living Proof: The Hank Williams Jr. Story (Fernsehfilm)
- 1987: Wie ein Fremder in meinem Bett (Stranger in My Bed; Fernsehfilm)

### Fernsehserien
soweit nicht anders erwähnt je eine Folge
- 1970: Bonanza
- 1971–1974: FBI (The F.B.I.; drei Folgen)
- 1972: Cannon
- 1973: Die Waltons (The Waltons; zwei Folgen)
- 1975: Baretta
- 1978/1983: Love Boat (The Love Boat; zwei Folgen)
- 1979/1980: Lou Grant (zwei Folgen)
- 1980: Barney Miller (zwei Folgen)
- 1981: Hart aber herzlich (Hart to Hart; Folge Mordsdiamanten)
- 1981: Benson
- 1981/1983: Trapper John, M.D. (zwei Folgen)
- 1982: Der Denver-Clan (Dynasty)
- 1983: Die Dornenvögel (The Thorn Birds; Fernsehmehrteiler)
- 1984: Knight Rider
- 1984: Chefarzt Dr. Westphall (St. Elsewhere)
- 1986: Mr. Belvedere
- 1986: Simon & Simon
- 1988: Dirty Dancing
- 1993: Brooklyn Bridge (zwei Folgen)